# Kaylin Richardson
Kaylin Richardson (* 28. September 1984 in Minneapolis, Minnesota) ist eine ehemalige US-amerikanische Skirennläuferin.

## Biografie
Richardson bestritt ihre ersten FIS-Rennen im Dezember 1999. Im Nor-Am Cup war sie erstmals im November 2000 am Start. Mit insgesamt zehn Siegen (acht davon im Slalom) entschied sie in den Jahren 2003 bis 2005 die Slalomwertung für sich und erreichte 2004 den dritten Rang in der Gesamtwertung.  Ab November 2002 ging sie auch im Europacup an den Start und feierte im Februar 2004 ihren einzigen Sieg.
Im November 2003 startete Richardson erstmals im Weltcup und gewann am 27. Februar 2005 in der Kombination von San Sicario mit Platz 16 ihre ersten Weltcuppunkte. Ihre besten Resultate erreichte sie in der Saison 2006/07. Sie erzielte am 7. Januar 2007 mit Platz acht im Slalom von Kranjska Gora ihr bestes Weltcupergebnis und fuhr weitere vier Mal unter die besten 15. In den nächsten Jahren kam sie nicht mehr an diese Ergebnisse heran.
In den Jahren 2006 und 2010 nahm Richardson an den Olympischen Winterspielen teil und belegte jeweils Rang 17 in der Kombination bzw. Super-Kombination. Bei den Weltmeisterschaften 2007 erreichte sie Rang 12 in der Super-Kombination, Rang 23 im Slalom sowie den elften (und letzten) Platz mit ihren Mannschaftskollegen im Team-Bewerb. Von 2006 bis 2009 wurde sie viermal US-amerikanische Meisterin. Am Ende der Saison 2009/10 gab Richardson ihren Rücktritt bekannt.

## Erfolge

### Olympische Spiele
- Turin 2006: 17. Kombination
- Vancouver 2010: 17. Super-Kombination

### Weltmeisterschaften
- Åre 2007: 12. Super-Kombination, 23. Slalom, 11. Team-Bewerb

### Weltcup
- 5 Platzierungen unter den besten 15

### Nor-Am Cup
- Saison 2002/03: 6. Gesamtwertung, 1. Slalomwertung, 5. Riesenslalomwertung
- Saison 2003/04: 3. Gesamtwertung, 1. Slalomwertung, 4. Riesenslalomwertung
- Saison 2004/05: 8. Gesamtwertung, 1. Slalomwertung
- Saison 2005/06: 4. Riesenslalomwertung
- Saison 2006/07: 6. Super-G-Wertung
- Saison 2008/09: 4. Kombinationswertung
- 19 Podestplätze, davon 10 Siege (8× Slalom, 1× Riesenslalom, 1× Super-G)

### Junioren-Weltmeisterschaften
- Briançonnais 2003: 15. Riesenslalom, 41. Slalom
- Maribor 2004: 8. Super-G, 8. Kombination, 11. Slalom, 22. Riesenslalom, 27. Abfahrt

### Weitere Erfolge
- 4 US-amerikanische Meistertitel (Abfahrt 2007 und 2009, Slalom 2006, Kombination 2007)
- 1 Sieg im Europacup
- 9 Siege in FIS-Rennen (7× Slalom, 1× Riesenslalom, 1× Super-G)